# Kamienica Haase i Wagnera w Poznaniu

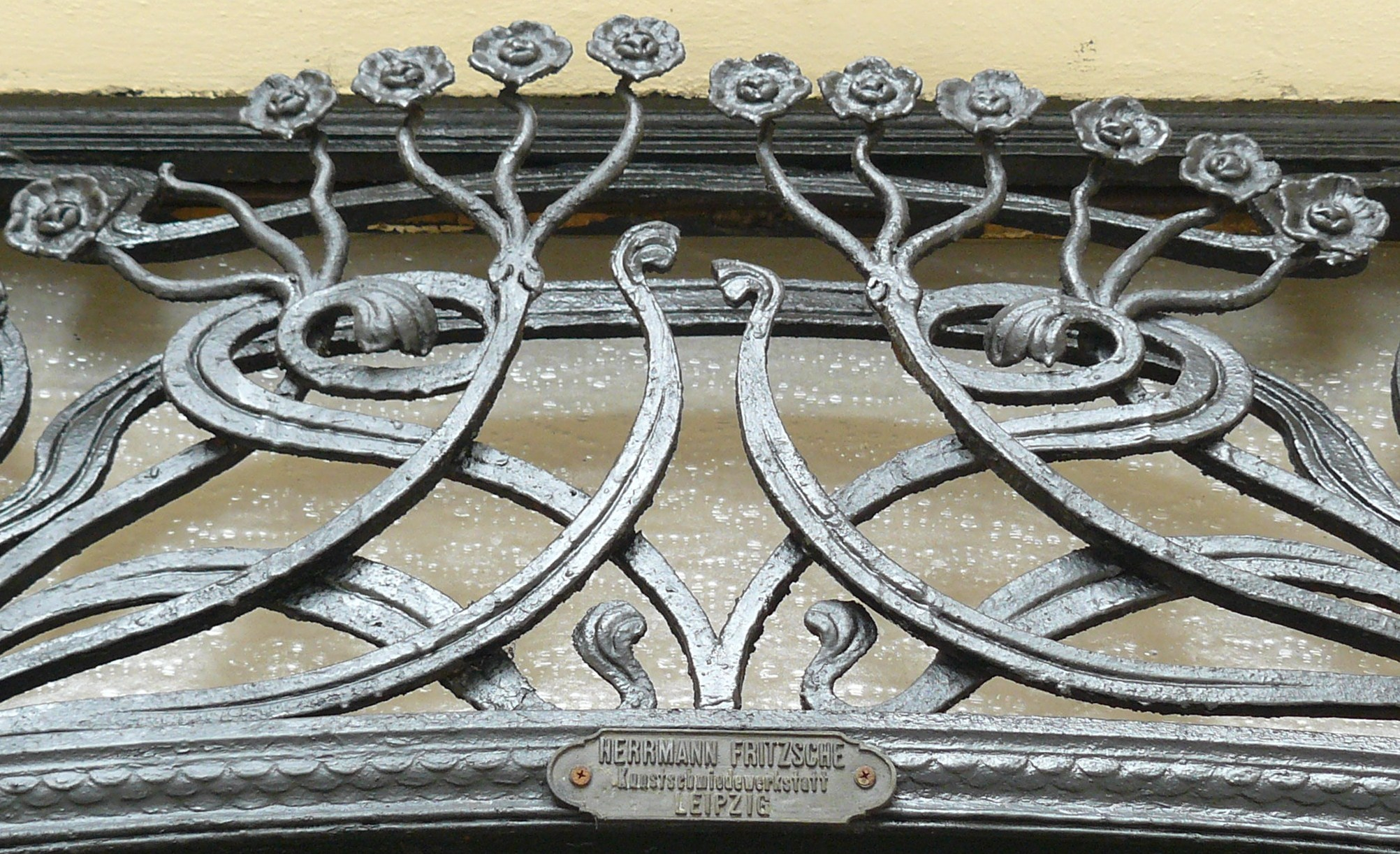
Detal – firma Herrmann Fritzsche z Lipska

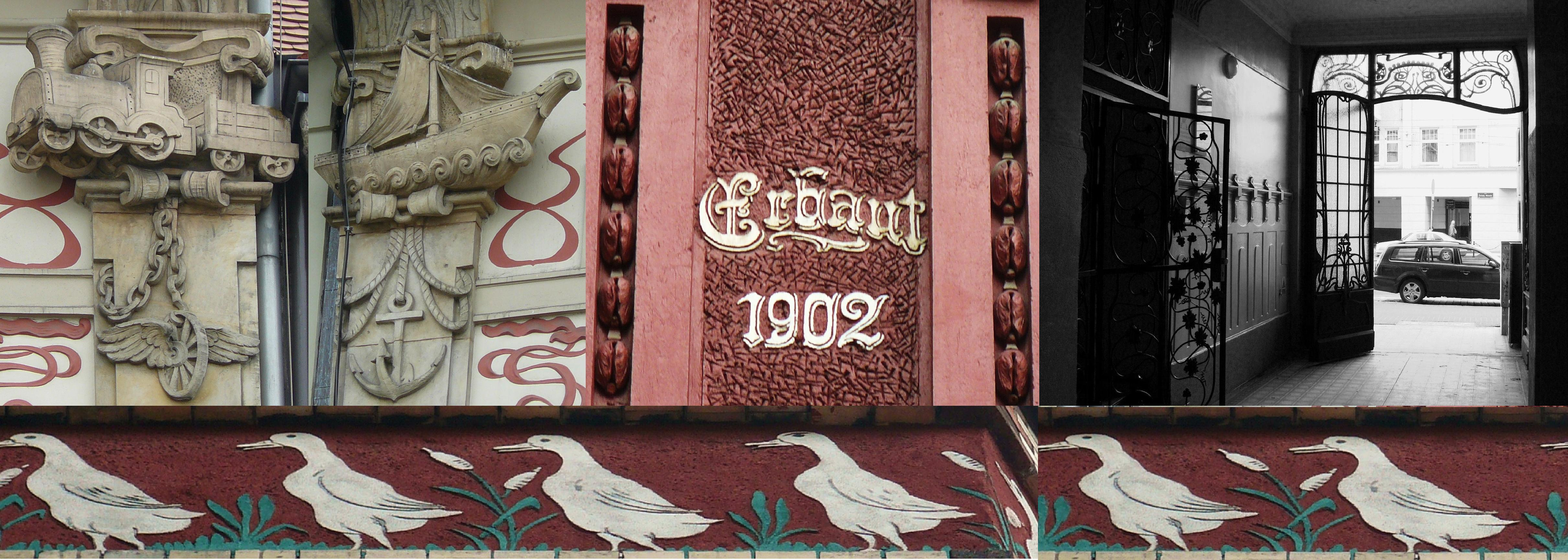
Detale

Kamienica Haase i Wagnera w Poznaniu – zabytkowa secesyjna kamienica w Poznaniu przy ul. Święty Marcin 69 (szerokie centrum miasta).

## Ranga
Według Joanny Gołdych jest to jedna z najlepszych secesyjnych realizacji kamienic na terenie miasta, natomiast podług Małgorzaty Woźniak obiekt zasługuje na miano perły poznańskiej secesji. Marcin Libicki uważa fasadę obiektu z mistrzowsko zaprojektowaną i stanowiącą idealne zwieńczenie perspektywy ulicy Gwarnej. Jan Skuratowicz określił natomiast budynek jako najwspanialszą chyba secesyjną kamienicę Poznania.

## Architektura i historia
Zbudowana została w 1902, w miejscu rozebranego rok wcześniej parterowego domku urzędu akcyzowego, dla dwóch znaczących obywateli Poznania – Gustava Haasego (kupca drzewnego i bławatnego, właściciela domu handlowego na Placu Wolności) i Georga Wagnera – wydawcy i redaktora dziennika Posener Neueste Nachrichten (Najnowsze Wiadomości Poznańskie). W związku z powyższym zawiera na elewacji ornamenty odnoszące się do tych zawodów – lokomotywę, statek i narzędzia piśmienne. Występują też gęsi wśród tataraku. Dół pięciokondygnacyjnej kamienicy i pierwsze piętro zajmował handel i biura, a górne partie – luksusowe mieszkania. Obiekt częściowo obłożony jest glazurowaną cegłą.
W budynku funkcjonowała redakcja liberalnej gazety codziennej – Posener Neueste Nachrichten, która w 1904 była największym dziennikiem w Prowincji Poznańskiej (zlikwidowana w 1926). Był to jeden z czterech niemieckojęzycznych dzienników w owym czasie i jednocześnie tytuł sprzeciwiający się agresywnej państwowej germanizacji. Potem mieściło się tutaj Towarzystwo Czytelni Ludowych. Gruntowna renowacja nastąpiła w latach 1998–1999.

## Architekt
Autorem projektu był prawdopodobnie Oskar Hoffmann, poznański architekt rodem ze Świdnicy, wykształcony w Berlinie i Wrocławiu. Spod jego ręki wyszła m.in. część najokazalszych kamienic przy Rynku Jeżyckim. Budował także wiele innych kamienic w mieście, np. przy ulicach Zwierzynieckiej, Dąbrowskiego, czy Kwiatowej.